# 9К52 Луна-M
9К52 Луна (натовско наименование Free Rocket Over Ground /FROG/-7) е съветска тактическа балистична ракета с малък обсег, предназначена за управление от пехотните дивизии. Тя е последната от тази серия, и по-късно е изместена от по-надеждната ОТР-21 Точка. Комплексът е първото съветско оръжие на пехотните дивизии, способно да нанася ядрени удари.

## История
В началото на 50-те години в съветската армия влиза на въоръжение първата ракета от този тип (с обозначението FROG-1). Тя е предназначена да нанася ядрени или химически удари. FROG-1, 2, 3, 4 и 5 са бойни варианти, които бързо остаряват като схема в СССР. За учебни цели са били използвани до края на 90-те 5 и 6.
Първият пуск на FROG-7 (9К52 Луна-М) е на 27 декември 1961 година. В серийно производство и на въоръжение е приет през 1964 година в състава на ракетен комплекс 9К52 'Луна-М'. Моделът има обсег от 70 километра и бойна глава с тегло до 550 килограма. В края на 80-те години е най-разпространената ракета от този тип в съветските въоръжени сили. Срещу бази на НАТО в Европа са били разположени около 500 установки (заедно със СС-21); срещу Китай и Япония – 215; 100 срещу Турция и югозападна Азия и около 75 са били в резерв.

## Установка
Ракетата се транспортира чрез самоходна ракетна установка, снабдена с кран за натоварване. Камионът е високопроходим ЗИЛ-135ЛМ 8х8 и има запас от ход 850 км. Той не разполага с химическа, биологична или радиологична защита, а пусковият механизъм е с ограничено поле на ротация. Подготовката за стрелба трае между 5 и 30 минути.

## Оператори
- Алжир
- Афганистан
- Ангола
- Египет
- Ирак (Предимно местният вариант „Лаит“ с обсег от 90 км)
- Йемен
- Куба
- Кувейт
- КНДР
- Либия
- Сирия

- Сърбия
- България (бивш)
- Полша (бивш)
- СССР (бивш)
- Чехословакия (бивш)
- ГДР (бивш)
- Русия (в резерв)